# یاگا یونو
یاگا یونو (لهستانی: Jaga Juno؛ ‏ ۱۹۰۰ – ۲۲ مارس ۱۹۴۴) بازیگر اهل لهستان بود. که در دههٔ ۱۹۲۰ در تئاتر و سینما فعال بود. 
در دوران اشغال لهستان توسط آلمان نازی وی خبرچین گشتاپو بود و هنگام یورش ارتش میهنی در سال ۱۹۴۳، همسرش کاژیمیش یونوشا-استئوپوفسکی که سعی داشت از او دفاع کند، کشته شد. وی در مارس ۱۹۴۴ پس از یک دوره زندگی مخفی، هنگام بازگشت به آپارتمانش توسط نیروهای ارتش میهنی به ضرب گلوله کشته شد.